# Hertia
 Hertia  Less., 1831 è un genere di piante angiosperme dicotiledoni della famiglia delle Asteraceae (sottofamiglia Asteroideae).

## Etimologia
Il nome scientifico del genere è stato definito dal botanico Christian Friedrich Lessing (1809-1862) nella pubblicazione "  Linnaea; Ein Journal für die Botanik in ihrem ganzen Umfange. Berlin" ( Linnaea, vi. (1831) 94) del 1831.

## Descrizione

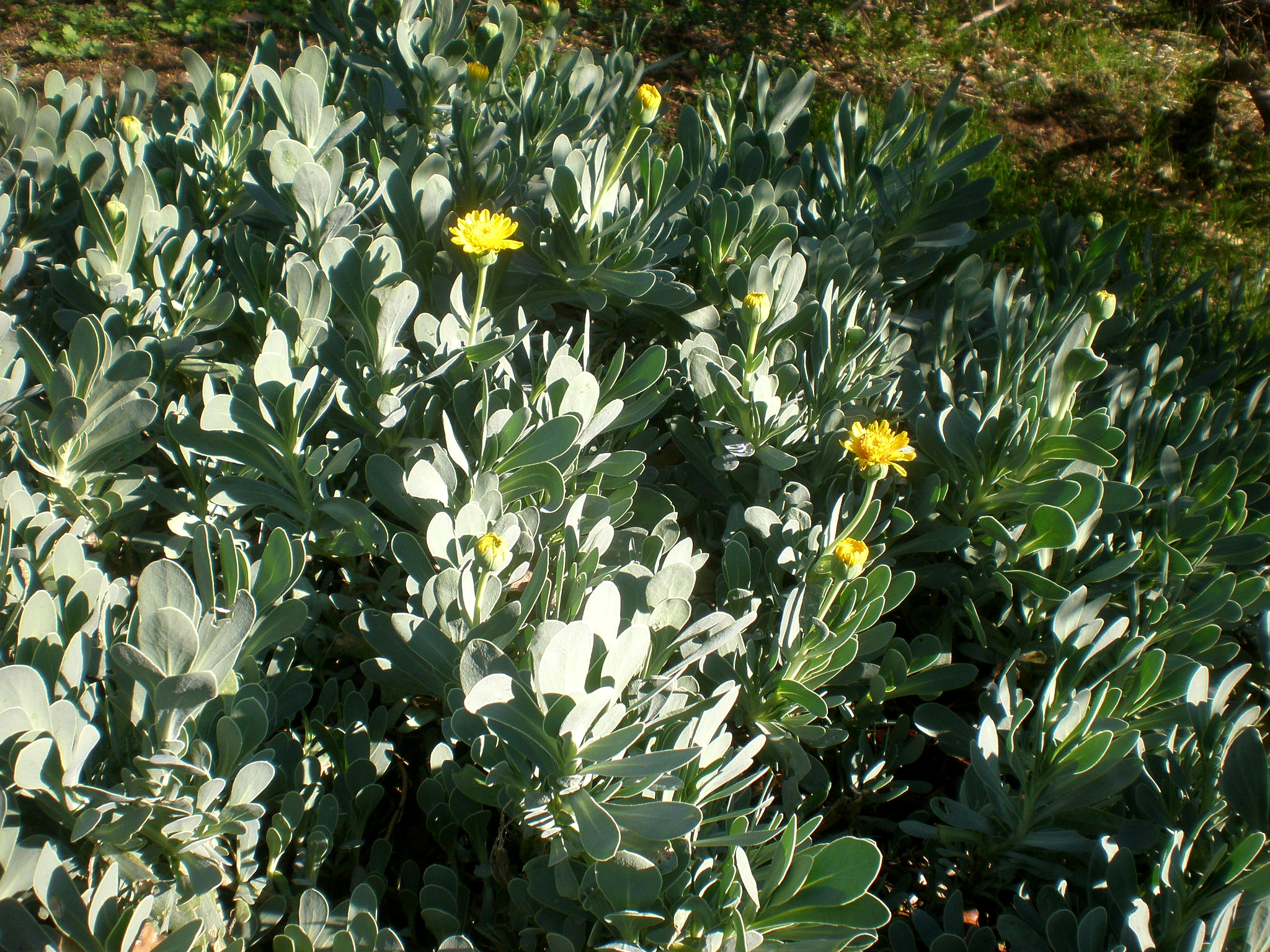
Il portamento
Hertia cheirifolia

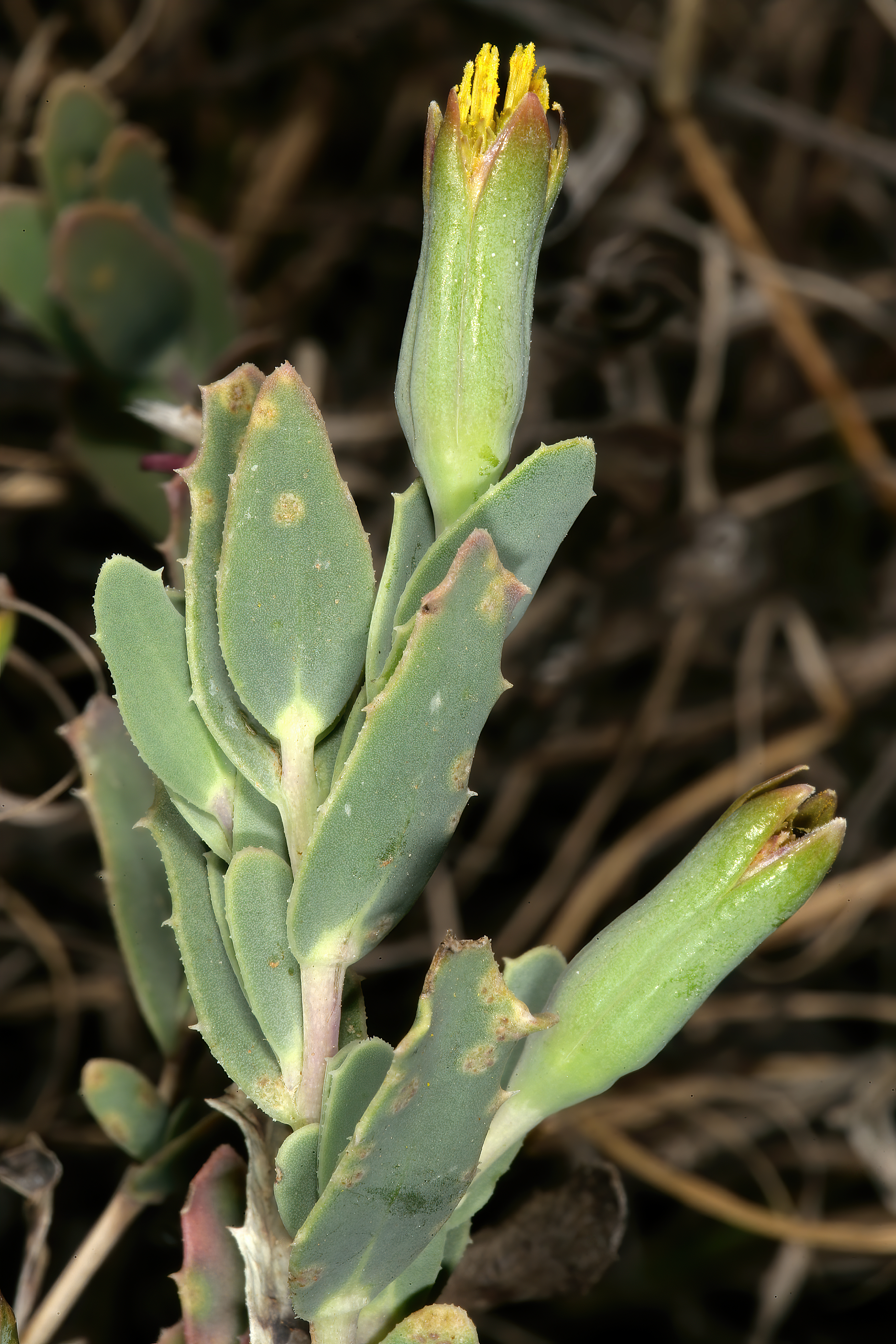
Le foglie
Hertia ciliata

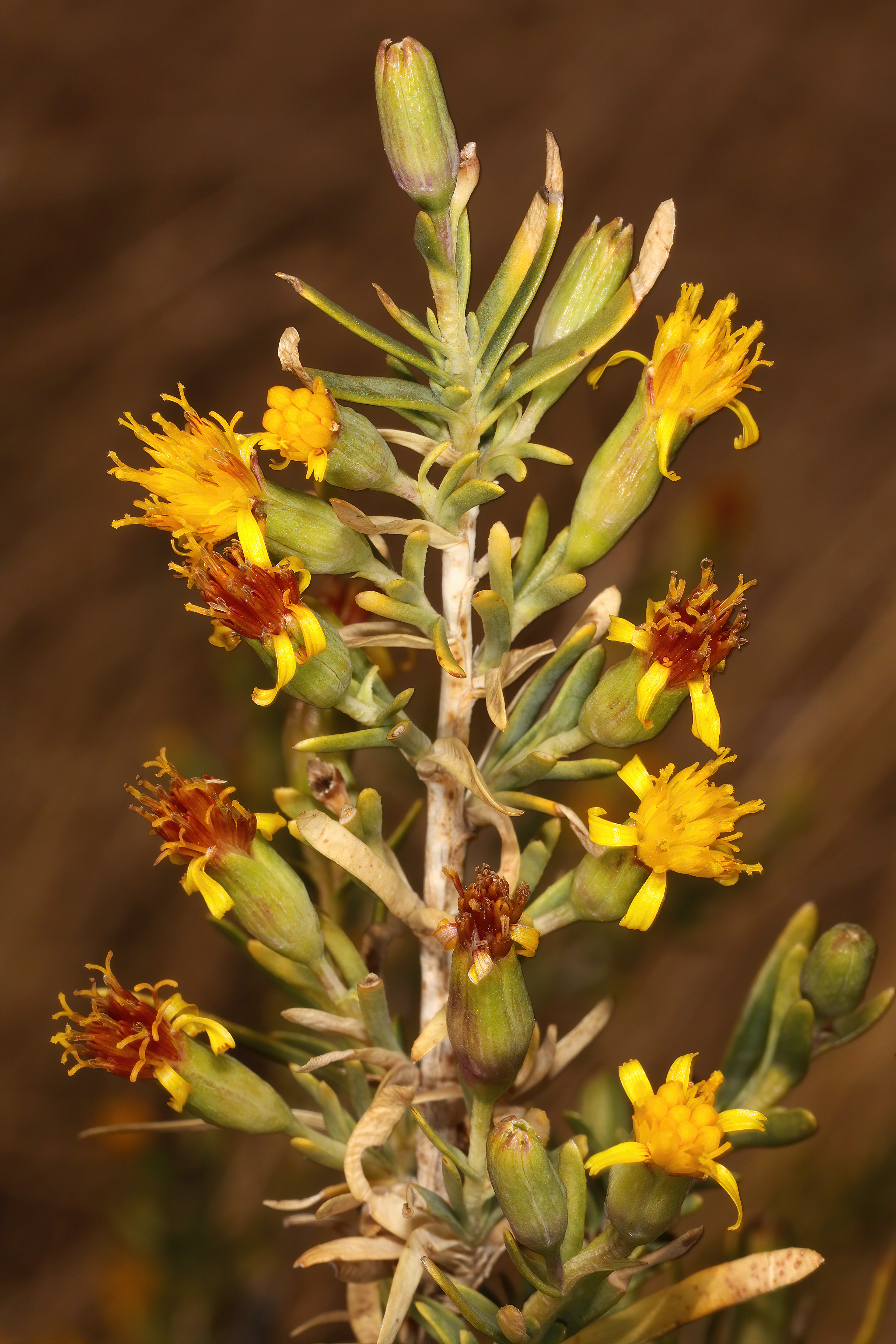
Infiorescenza
Hertia pallens

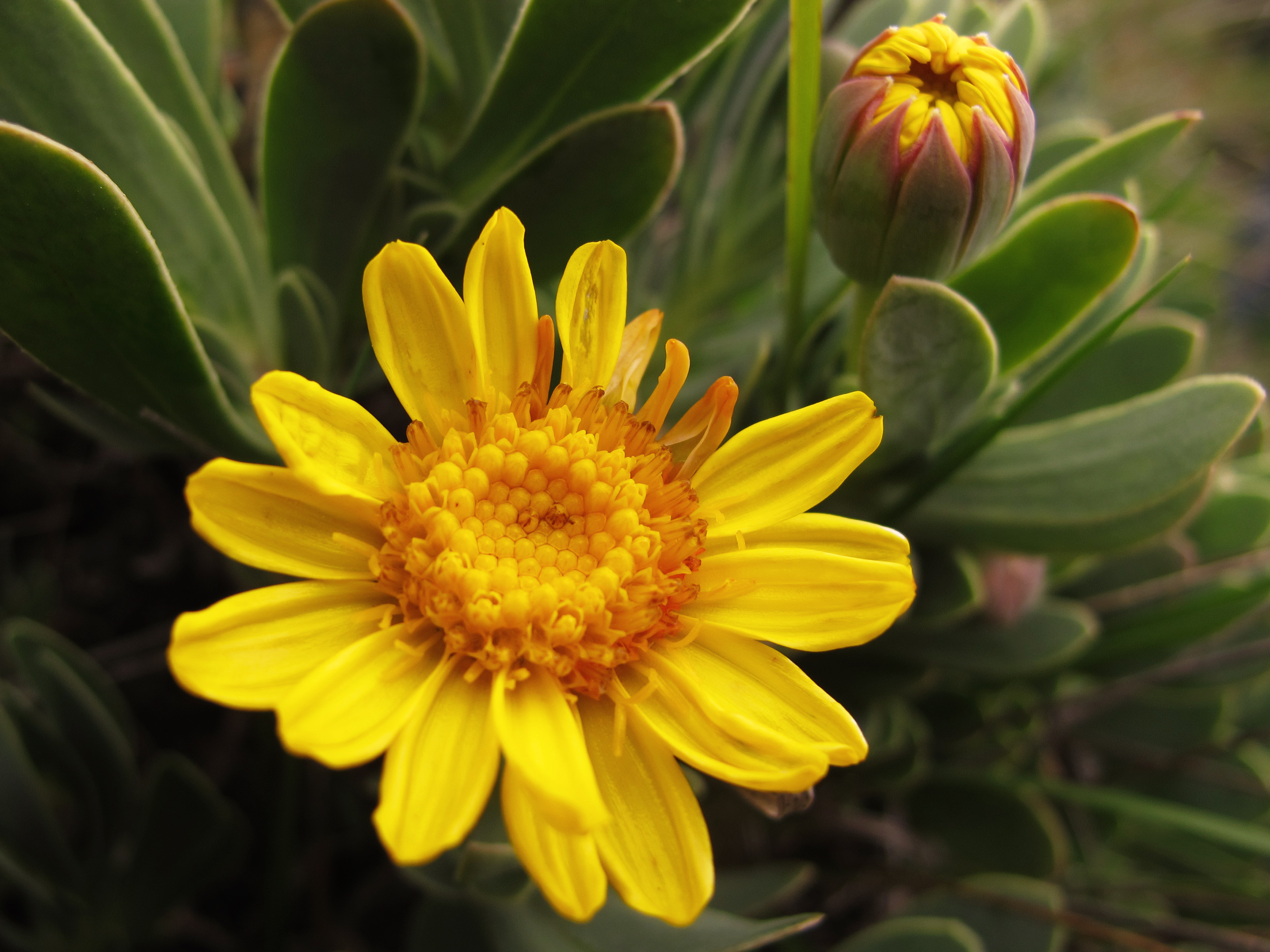
I fiori
Hertia cheirifolia

Habitus. Il genere comprende piante erbacee perenni o portamenti arbustivi con spessi rizomi.
Fusto. La parte aerea è eretta, semplice o ramosa.
Foglie. Le foglie cauline lungo il caule sono disposte in modo alternato. Sono sessili con forme intere (lineari o lanceolate o obovate), margini seghettati e superfici glabre. Spesso sono succulenti.
Infiorescenza. Le sinflorescenze sono composte da capolini solitari terminali o ascellari (eventualmente sono presenti delle formazioni corimbose-panicolate). Le infiorescenze vere e proprie sono formate da un capolino peduncolato a forma discoidale (capolini di tipo disciforme o radiati). In particolare i capolini sono composti da un involucro formato da diverse brattee, a volte connate alla base, disposte in modo più o meno embricato su una serie, al cui interno un ricettacolo fa da base ai fiori di due tipi (fiori dimorfici): quelli esterni del raggio ligulati e quelli più interni del disco tubulosi. Il ricettacolo, piatto, in genere è nudo (senza pagliette) e può essere peloso o glabro.
Fiori.  I fiori sono tetra-ciclici (formati cioè da 4 verticilli: calice – corolla – androceo – gineceo) e pentameri (calice e corolla formati da 5 elementi). Sono inoltre ermafroditi, più precisamente i fiori del raggio (quelli ligulati e zigomorfi) sono femminili; mentre quelli del disco centrale (tubulosi e actinomorfi) sono funzionalmente maschili.
- Formula fiorale:

*/x K {\displaystyle \infty }, [C (5), A (5)], G 2 (infero), achenio
- Calice: i sepali del calice sono ridotti ad una coroncina di squame.
- Corolla: nella parte inferiore i petali della corolla sono saldati insieme e formano un tubo. In particolare la corolla del disco centrale (tubulosi) termina con delle fauci dilatate a raggiera con cinque lobi. La corolla dei fiori periferici (ligulati) il tubo si trasforma in un prolungamento nastriforme terminante più o meno con cinque dentelli.
- Androceo: gli stami sono 5 con dei filamenti liberi; le antere invece sono saldate fra di loro e formano un manicotto che circonda lo stilo (sono inoltre prive di appendici filiformi). Le antere normalmente sono senza coda ("ecaudate") e sono tetrasporangiate, raramente sono bisporangiate. Il tessuto endoteciale è radiale o polarizzato. Il polline è tricolporato (tipo "helianthoid").[10]
- Gineceo: lo stilo è biforcato (raramente unico) con due stigmi nella parte apicale; gli stigmi hanno delle aree stigmatiche separate, sono troncati (ottusi) e hanno dorsalmente dei peli e/o papille. L'ovario è infero uniloculare formato da 2 carpelli.

Frutti. I frutti sono degli acheni con pappo. La forma dell'achenio è ellittico-oblunga-ovoide con alcune striature (coste) longitudinali alternate ad aree glabre o papillose-pelose. Il carpoforo è indistinto o distinto e ha la forma di un anello apicale. Il pappo in genere è bianco e formato da una più serie di snelle setole barbate.

## Biologia
Impollinazione: l'impollinazione avviene tramite insetti (impollinazione entomogama tramite farfalle diurne e notturne).
Riproduzione: la fecondazione avviene fondamentalmente tramite l'impollinazione dei fiori (vedi sopra).
Dispersione: i semi (gli acheni) cadendo a terra sono successivamente dispersi soprattutto da insetti tipo formiche (disseminazione mirmecoria). In questo tipo di piante avviene anche un altro tipo di dispersione: zoocoria. Infatti gli uncini delle brattee dell'involucro (se presenti) si agganciano ai peli degli animali di passaggio disperdendo così anche su lunghe distanze i semi della pianta. Inoltre per merito del pappo il vento può trasportare i semi anche a distanza di alcuni chilometri (disseminazione anemocora).

## Distribuzione e habitat
Le specie di questo genere si trovano nelle seguenti aree: Magreb, Altopiano iranico e Africa meridionale.

## Tassonomia
La famiglia di appartenenza di questa voce (Asteraceae o Compositae, nomen conservandum) probabilmente originaria del Sud America, è la più numerosa del mondo vegetale, comprende oltre 23.000 specie distribuite su 1.535 generi, oppure 22.750 specie e 1.530 generi secondo altre fonti (una delle checklist più aggiornata elenca fino a 1.679 generi). La famiglia attualmente (2021) è divisa in 16 sottofamiglie; la sottofamiglia Asteroideae è una di queste e rappresenta l'evoluzione più recente di tutta la famiglia.

### Filogenesi
Il genere di questa voce appartiene alla sottotribù Othonninae della tribù Senecioneae (una delle 21 tribù della sottofamiglia Asteroideae). In base ai dati filogenetici la sottotribù, all'interno della tribù, occupa una posizione più o meno centrale e insieme alla sottotribù Senecioninae forma un "gruppo fratello".
I seguenti caratteri sono distintivi per la sottotribù:
- l'areale di origine della maggior parte delle specie è africana ("Sub-Saharan Africa");
- la forma e la disposizione delle brattee dell'involucro è varia;
- questo gruppo inoltre mostra notevoli variazioni in alcuni caratteri morfologici, come la forma e la disposizione delle foglie, l'indumento, il tipo di infiorescenza e il colore dei fiori.

La struttura principale della sottotribù è formata da una politomia di tre subcladi: (1) Gymnodiscus e Crassothonna, (2) Euryops, (3) Othonna, Hertia e Lopholaena. Il genere  Hertia si trova, da un punto di vista filogenetico, vicino ai generi Othonna e Lopholaena (in particolare con quest'ultimo forma un "gruppo fratello" - insieme condividono i rami dello stilo distintamente irsuti o papillosi abassialmente).
I caratteri distintivi per le specie del genere  Hertia sono:
- i capolini sono di tipo radiato o disciforme;
- le foglie sono succulente;
- i rami dello stilo sono papilloso-pelosi nella parte esterna.

Il numero cromosomico della specie è: 2n = 20.

### Elenco delle specie
Questo genere ha 9 specie:
- Hertia alata (L.f.) ined.
- Hertia angustifolia  (DC.) Kuntze
- Hertia cheirifolia  (L.) Kuntze
- Hertia ciliata  Kuntze
- Hertia clutiifolia  (DC.) Kuntze
- Hertia intermedia  (Boiss.) Kuntze
- Hertia kraussii  (Sch.Bip.) Fourc.
- Hertia maroccana  (Batt.) Maire
- Hertia pallens  Kuntze

### Sinonimi
Sono elencati alcuni sinonimi per questa entità:
- Othonnopsis Jaub. & Spach, 1852